# Kreuzbach (Stepenitz)
Der Kreuzbach ist ein rechter Nebenfluss der Stepenitz. Der rund 7,2 Kilometer lange Bach erstreckt sich im Gemeindegebiet der Stadt Putlitz im Brandenburger Landkreis Prignitz.

## Verlauf
Der Kreuzbach entspringt in den östlichen Ruhner Bergen bei der zu Putlitz gehörenden Ortschaft Krumbeck. Mehrere Quellgräben vereinen sich südlich des Ortes. Der Kreuzbach verläuft in südöstlicher Richtung bis zu seiner Mündung in die Stepenitz einen Kilometer nördlich der Kernstadt Putlitz. Dabei durchfließt er zwei Teiche. Unterhalb dieser ist der Kreuzbach begradigt. Er unterquert die Brandenburger Landesstraße 111. Einige hundert Meter vor seiner Mündung verläuft er unter einem Feld unterirdisch. Trotz dieser Eingriffe in den ursprünglichen Verlauf ist der Kreuzbach heute Teil des Naturschutzgebietes Stepenitz.